# 李捷 (地质学家)
李捷（1894年4月29日—1977年1月30日），号月三。河北成安县人，地质学家、区域地质学家。
早年毕业于农商部地质研究所，是中国自己培养的第一批地质学工作者。1927 年，担任周口店古人类遗址发掘工程现场总指挥。被称为“中国地质科学十八罗汉”之一。曾任中央研究院地质研究所研究员、河北建设厅厅长、地质部水文地质工程地质局总工程师、水利部勘测设计管理局地质总工程师，水电建设总局副总工程师等职。
著有《周口店之化石层》、《直隶易、唐、蔚等县地质矿产》、《秦岭中段南部地质》、《广西罗城黄金寺附近地质》和《河南陕县三门峡第四纪冰川遗迹》等。